# Angelo dans la forêt mystérieuse
 (juin 2024).
Si vous disposez d'ouvrages ou d'articles de référence ou si vous connaissez des sites web de qualité traitant du thème abordé ici, merci de compléter l'article en donnant les références utiles à sa vérifiabilité et en les liant à la section « Notes et références ».
Pour plus de détails, voir Fiche technique et Distribution.
Angelo dans la forêt mystérieuse est un film français d'animation d'Alexis Ducord et Vincent Paronnaud, sorti en 2024. Il s'agit de l'adaptation de la bande dessinée Dans la forêt sombre et mystérieuse de Vincent "Winshluss" Paronnaud, parue en 2016.

## Fiche technique
- Titre : Angelo dans la forêt mystérieuse
- Réalisation : Alexis Ducord et Vincent Paronnaud
- Scénario : Vincent Paronnaud
- Musique : Olivier Bernet
- Pays d'origine : France - Luxembourg
- Format : Couleurs
- Genre : animation et aventure
- Date de sortie : 
  - France : 23 octobre 2024 (sortie nationale)[1]

## Distribution
- Dario Hardouin-Spurio : Angelo
- Prune Bozo : Zaza
- Philippe Katerine : Fabrice l'écureuil
- José Garcia : Ultra
- Yolande Moreau : Mémé
- Boris Rehlinger : Franky
- Jérôme Pauwels : Angelo l'aventurier et Ragnard le boucher
- Augustin Jacob : Nuage et le père de Fabrice
- Antoine Tomé : Ogre
- Raphaël Lamarque : Léo
- Benjamin Carlier : le père d'Angelo
- Marie Nonnenmacher : la mère d'Angelo
- Stephan Kalb : Spectre
- Emmanuel Garijo : les robots
- Vincent Paronnaud : Pizza